# 長崎県の市町村章一覧
長崎県の市町村章一覧（ながさきけんのしちょうそんしょういちらん）は、長崎県内の市町村に制定されている、あるいは制定されていた市町村章の一覧である。なお、一覧の順序は全国地方公共団体コード順による。廃止された市町村章は廃止日から順に掲載している。

## 市部
| 市       | 市章 | 由来                                                                                     | 制定日         | 備考                                                                             |
| -------- | ---- | ---------------------------------------------------------------------------------------- | -------------- | -------------------------------------------------------------------------------- |
| 長崎市   |      | 外形は草書体「長」を表し、鶴の港を象徴して折鶴の形を星状に配し、五つの「市」を加えたもの | 1900年5月2日   |                                                                                  |
| 佐世保市 |      | 「サセホ」を組み合わせ、意匠化したもの                                                   | 1911年10月20日 |                                                                                  |
| 島原市   |      | 「4マ」を表したもの                                                                      | 1940年4月1日   |                                                                                  |
| 諫早市   |      | 「い」を図案化したもの                                                                   | 2005年1月1日   | 左側は濃紺色・右側は緑色が指定されている 2代目の市章である                       |
| 大村市   |      | 六つの「ラ」で「村」・「大」を表したもの                                                 | 1948年1月1日   |                                                                                  |
| 平戸市   |      | 「ひ」を図案化し、丸を表したもの                                                         | 2005年10月1日  | 2代目の市章である                                                                |
| 松浦市   |      | 「M」を図案化したもの                                                                    | 2006年1月1日   | 色は左の弧が緑色・右の弧が青色・上部の円が赤色に指定されている 2代目の市章である |
| 対馬市   |      | 「つ」を六つ使っているものを表している                                                   | 2004年3月1日   | 色は暗緑色がかった青色が指定されている                                           |
| 壱岐市   |      | 人間と太陽を表している                                                                   | 2004年3月1日   | 色は人の部分は青色と・楕円は緑色・小円は赤が指定されている                       |
| 五島市   |      | 「G」を図案化したもの                                                                    | 2004年8月1日   | 色は緑色・青色・赤色が指定されている                                             |
| 西海市   |      | 「S」を図案化かつ意匠化し、その文字に沿って五つの円を配したもの                          | 2004年8月1日   | 色は青色が指定されている                                                         |
| 雲仙市   |      | 「U」を図案化したもの                                                                    | 2005年10月11日 | 色は青色・緑色・太陽は橙色が指定されている                                       |
| 南島原市 |      | 「M」を基本にし、有明海・天草灘・早崎瀬戸などの海と雲仙岳などの山々を図案化したもの      | 2006年3月31日  | 色は群青色と赤色が指定されている                                                 |

## 町村部
| 郡       | 町村       | 町村章 | 由来                                                                   | 制定日         | 備考                                           |
| -------- | ---------- | ------ | ---------------------------------------------------------------------- | -------------- | ---------------------------------------------- |
| 西彼杵郡 | 長与町     |        | 「ナ」を円と両翼で図案化したもの                                       | 1967年         | 長与村章として制定され、町制施行後に継承される |
| 西彼杵郡 | 時津町     |        | 「と」を時計の針の如く図案化したもの                                   | 1951年12月1日  |                                                |
| 東彼杵郡 | 東彼杵町   |        | 「ヒ」・「ソ」を組み合わせ、鳥の形にしたもの                           | 1968年6月      |                                                |
| 東彼杵郡 | 川棚町     |        | 「カワ」で円を象り、中央に「タナ」を配してから、丸くし、図案化したもの | 1957年         | 当時の川棚町長の竹内清吾の作品である           |
| 東彼杵郡 | 波佐見町   |        | 「ハサミ」を図案化し、「ハ」は円型・「サミ」は上に開いたもの           | 1962年2月8日   |                                                |
| 北松浦郡 | 小値賀町   |        | 「小」を図案化したもの                                                 | 1975年3月23日  |                                                |
| 北松浦郡 | 佐々町     |        | 「サ」を図案化したもの                                                 | 1976年4月17日  |                                                |
| 南松浦郡 | 新上五島町 |        | 海・緑・椿と「K」・「G」を表している                                   | 2004年10月19日 |                                                |

## 廃止された市町村章
| 市郡     | 町村     | 市町村章 | 由来 | 制定日                  | 廃止日         | 備考 |
| -------- | -------- | -------- | --- | ----------------------- | -------------- | --- |
| 西彼杵郡 | 高島町   |          | 三つの小さな輪は高島町・鉱業所・労働者を表し、それらを囲む輪は平和と家族の円満を意味したもの                                 | 1969年10月              | 1996年12月2日  | 初代の町章である 鉱業所が閉されたことで町章として相応しくない為に変更された |
| 壱岐郡   | 郷ノ浦町 |          | 「ゴ」・郷ノ浦港を円形に図案化したもの                                                                                       | 1955年12月              | 2004年3月1日   | |
| 壱岐郡   | 勝本町   |          | 「か」を左右の翼の形に図案化したもの                                                                                         | 1973年9月               | 2004年3月1日   | |
| 壱岐郡   | 芦辺町   |          | 三つの「ア」を図案化したもの                                                                                                 | 1961年9月               | 2004年3月1日   | |
| 壱岐郡   | 石田町   |          | 「イシ田」を組み合わせ、意匠化したもの                                                                                       | 1967年                  | 2004年3月1日   | |
| 下県郡   | 厳原町   |          | 「イヅハラ」を図案化したもの                                                                                                 | 1967年3月30日           | 2004年3月1日   | |
| 下県郡   | 美津島町 |          | 「つ」の組み合わせにより全体が出来、中側に浅野湾を頂いたもの                                                                 | 1964年4月               | 2004年3月1日   | |
| 下県郡   | 豊玉町   |          | 全体は「と」を図案化し、「▼」は末広がり・「C」は玉を表したもの                                                               | 1970年9月10日           | 2004年3月1日   | 1970年3月10日に公表され、同年9月10日に制定される 豊玉村章として制定され、町制施行後に継承された |
| 上県郡   | 峰町     |          | 「ミ」を図案化し、山を象る三角形を表したもの                                                                                 | 1971年3月24日           | 2004年3月1日   | 峰村章として制定され、町制施行後に継承された |
| 上県郡   | 上県町   |          | 「カミ」を結んで図案化し、大きく広げた姿を翼で表したもの                                                                     | 1967年4月               | 2004年3月1日   | |
| 上県郡   | 上対馬町 |          | 「カミ」を鳩の形に意匠化したもの                                                                                             | 1966年11月4日           | 2004年3月1日   | |
| 福江市   |          |          | 「フク」を翼上に図案化したもの                                                                                               | 1954年6月10日           | 2004年8月1日   | |
| 南松浦郡 | 富江町   |          | 三つ組み合わせた「と」円やかな三つの曲線にして、それでサンゴを想像してから、そして、「とみ」を意味し、それらを意匠化したもの | 1922年9月1日            | 2004年8月1日   | |
| 南松浦郡 | 玉之浦町 |          | 「玉」を異形にし、波で囲むのを象徴し、意匠化したもの                                                                         | 1980年                  | 2004年8月1日   | |
| 南松浦郡 | 三井楽町 |          | 三つの「い」をアレンジして配置し、中央の円は「楽」を表したもの                                                               | 1978年10月2日           | 2004年8月1日   | |
| 南松浦郡 | 岐宿町   |          | 「き」を円形に図案化し、中央の空白は町のポイントとして「和」を表したもの                                                     | 1971年                  | 2004年8月1日   | |
| 南松浦郡 | 奈留町   |          | 全体は宝船であり、七つの「ル」で「ナル」を表したもの                                                                         | 不明                    | 2004年8月1日   | 1973年以前には制定されていた |
| 南松浦郡 | 若松町   |          | 「ワ」を便化し、波頭で納めて表したもの                                                                                       | 1966年9月25日           | 2004年8月1日   | 1966年9月10日に公表され、同年9月25日に制定された |
| 南松浦郡 | 上五島町 |          | 「カミ」を結んで図案化し、外側の円・内側の円は海を表したもの                                                                 | 1966年10月1日           | 2004年8月1日   | |
| 南松浦郡 | 新魚目町 |          | 上側は「ウ」を配し、両翼は「シン」を図案化し、更に下側の円は融和・平和・団結を表したもの                                     | 1969年9月20日           | 2004年8月1日   | |
| 南松浦郡 | 有川町   |          | 全体は太陽であり、「ア」を右に、「リ」を左に、外側の丸の上下を合わせて「川」を中心にいれたものである                         | 1961年10月17日          | 2004年8月1日   | 色は地色はコバルト色であり、紋章は白色が指定されている |
| 南松浦郡 | 奈良尾町 |          | 「な」を魚型に図案化したもの                                                                                                 | 1961年11月              | 2004年8月1日   | |
| 西彼杵郡 | 香焼町   |          | 長崎港を表す鶴の港の中に折り鶴の形にして「こ」を図案化したもの                                                               | 1962年3月25日           | 2005年1月4日   | 色は青色が指定されている 当時、在職していた香焼町立香焼中学校の教師の作品である |
| 西彼杵郡 | 伊王島町 |          | 「い」を円形化て、同時に左右は伊王島・沖之島を表したもの                                                                     | 1962年5月20日           | 2005年1月4日   | |
| 西彼杵郡 | 高島町   |          | 全体は「T」を表し、青色（町民の和を表す）の両手（町民を表す）で赤丸を差し伸べたもの                                          | 1996年12月2日           | 2005年1月4日   | 1996年12月2日に制定され、1997年4月1日に使用される 色は赤色と青色が指定されている 2代目の町章である |
| 西彼杵郡 | 野母崎町 |          | 「の」を逞しく描き、中心部は野母崎を表したもの                                                                               | 1956年1月1日            | 2005年1月4日   | |
| 西彼杵郡 | 三和町   |          | 三つの「ワ」を放射線状に組み合わせ、「○」を表したもの                                                                        | 1969年2月11日           | 2005年1月4日   | 当時、在籍していた長崎県立長崎南高等学校の2年生の男子生徒の作品である |
| 西彼杵郡 | 外海町   |          | 「外」を波上にして意匠化したもの                                                                                             | 1975年12月20日          | 2005年1月4日   | |
| 諫早市   |          |          | 「イ」を三つ外向きに配置し、全体を早の字に形どり、「イ三早」としたもの                                                       | 1940年10月28日          | 2005年3月31日  | 初代の市章である |
| 西彼杵郡 | 多良見町 |          | 「た」を翼上に意匠化したもの                                                                                                 | 1971年                  | 2005年3月31日  | |
| 北高来郡 | 森山町   |          | 「森」を図案化し、三方に広がる「木」を表したもの                                                                             | 1969年4月1日            | 2005年3月31日  | 色は緑色が指定されている |
| 北高来郡 | 飯盛町   |          | 「い」を図案化し、二人の人間が手を取り合った姿を図案化した円は「輪（和）」を表したもの                                       | 1965年4月1日            | 2005年3月31日  | 色は円の部分は赤色が指定されている 当時の1955年3月31日から1961年7月1日まで・1964年1月25日から1966年7月21日までの飯盛町助役の山口惣右エ門の作品である 飯盛村章（制定日不明）と制定され、町制施行後に継承された |
| 北高来郡 | 高来町   |          | 円の上半分は「タ」・下半分は「カ」・中心部で「キ」を表したもの                                                               | 1974年12月              | 2005年3月31日  | |
| 北高来郡 | 小長井町 |          | 「小長井」を図案化したもの                                                                                                   | 1956年11月              | 2005年3月31日  | 小長井村章として制定され、町制施行後に継承された |
| 西彼杵郡 | 西彼町   |          | 「S」を取り、西海橋に形容し、真珠を真円に描いたものを図案化したもの                                                          | 1965年6月1日            | 2005年4月1日   | 西彼村章として制定されたものを町制施行後に継承された |
| 西彼杵郡 | 西海町   |          | 「サ」を図案化し、三角形を虚空蔵山として中心に描き、円は大村湾（内海）五島灘（縁海）に面する地勢と町民の融和を示したもの     | 1975年1月1日            | 2005年4月1日   | |
| 西彼杵郡 | 大島町   |          | 「大シマ」を波しぶきにし、円形に図案化したもの                                                                               | 1959年4月               | 2005年4月1日   | |
| 西彼杵郡 | 崎戸町   |          | 三つの線で「サキト」を図案化したもの                                                                                         | 1938年12月              | 2005年4月1日   | 旧・崎戸町制時に制定され、新町制時に継承された 1938年10月に公表され、同年12月に制定される |
| 西彼杵郡 | 大瀬戸町 |          | 右の半月は、町の東に位置する多以良・瀬戸・雪浦の陸地を、左の円は松島を形どったもの                                           | 1965年5月1日            | 2005年4月1日   | |
| 北松浦郡 | 吉井町   |          | 「吉井」を組み合わせたもの                                                                                                   | 1951年12月1日           | 2005年4月1日   | 吉井村制時の1932年に吉井村立吉井小学校の新校舎の落成を記念して、校章を制定したものを1951年12月1日の町制施行時に吉井町章として採用された                                                                       |
| 北松浦郡 | 世知原町 |          | 外枠は「茶の実」を形どり、中心に「セ」を配している                                                                           | 1960年11月3日           | 2005年4月1日   | |
| 平戸市   |          |          | 円内の文字は、南蛮貿易の時に渡航目的に使用された南蛮船と飛ぶ鳥を図案化し、「平」を表したもの                                 | 1955年1月1日            | 2005年10月1日  | 1955年12月20日に再制定された 初代の市章である |
| 北松浦郡 | 田平町   |          | 「田平」を重ねて翼の形に図案化したもの                                                                                       | 1960年5月               | 2005年10月1日  | |
| 北松浦郡 | 生月町   |          | 「生月」を意匠化したもので「生」を中心に輪郭に「月」を図案化したもの                                                         | 1966年2月24日           | 2005年10月1日  | |
| 北松浦郡 | 大島村   |          | 「大」を図案化し、下部を円形にしたもの                                                                                       | 1977年2月8日            | 2005年10月1日  | |
| 南高来郡 | 国見町   |          | 「クニミ」を図案化したもので、「ミ」の広がりは、羽ばたく翼を形どったもの                                                     | 1968年2月               | 2005年10月11日 | |
| 南高来郡 | 瑞穂町   |          | 「瑞」の周りに三つの「ホ」を配したもの                                                                                       | 1969年4月1日            | 2005年10月11日 | |
| 南高来郡 | 吾妻町   |          | 「ア」を三本組み合わせて果実を表し、「ア」の三本の縦棒は山を表したもの                                                       | 1974年4月1日            | 2005年10月11日 | |
| 南高来郡 | 愛野町   |          | 「ア」を変形したもの | 1969年1月3日            | 2005年10月11日 | 1969年10月7日に1回目の公表、同年10月18日に2回目の公表、同年11月3日に制定される |
| 南高来郡 | 千々石町 |          | 左右の千千の二字で「○（和）」を形成し、相互調和の形での組合せにより、端的に表したもの                                        | 1962年12月24日          | 2005年10月11日 | |
| 南高来郡 | 小浜町   |          | 国見岳・妙見岳・普賢岳の山群で「小」を形づくり、波の形は橘湾を表したもの                                                     | 1970年1月1日            | 2005年10月11日 | |
| 南高来郡 | 南串山町 |          | 「串山」を力強く形どり、山の中心線を下部へ指して「南」を表現したもの                                                         | 1963年10月1日           | 2005年10月11日 | |
| 南高来郡 | 有明町   |          | 「A」を図案化したもの | 1966年3月               | 2006年1月1日   | |
| 松浦市   |          |          | 「ま」を図案化したもの | 1955年12月26日          | 2006年1月1日   | 色は群青色が指定されている 初代の市章である |
| 北松浦郡 | 福島町   |          | 町の花であるツバキを形どり、花弁で「ふ」を表したもの                                                                         | 1966年5月27日           | 2006年1月1日   | |
| 北松浦郡 | 鷹島町   |          | 「タカ」を波頭と羽ばたく翼を想像し、意匠化したもの                                                                           | 1978年6月1日            | 2006年1月1日   | 2代目の町章である |
| 西彼杵郡 | 琴海町   |          | 「琴」を飛躍の鳥に象ったもの                                                                                                 | 1966年11月              | 2006年1月4日   | 琴海村章として制定されたものを町制施行後に継承された |
| 南高来郡 | 加津佐町 |          | 「加」を中心に「ツサ」で丸く囲み鼎の型で安定させたもの                                                                       | 1961年6月1日            | 2006年3月31日  | |
| 南高来郡 | 口之津町 |          | 「口」を図案化し、口之津港を表したもの                                                                                       | 1889年4月1日 （推定日） | 2006年3月31日  | 口之津村章として制定され、町制施行後に継承される 1889年4月1日の町村制施行頃に制定されたもので明確な日付は不明である                                                                                           |
| 南高来郡 | 南有馬町 |          | 「ミナミ」を左がきに三組に読めるように円形に描き、「十」は原城の十字架を表したもの                                           | 1960年前後              | 2006年3月31日  | 1964年以前に制定されていた （公募で制定された） |
| 南高来郡 | 北有馬町 |          | 「北」を表したもの | 1966年6月               | 2006年3月31日  | 北有馬村章として制定されたものを町制施行後に継承された |
| 南高来郡 | 西有家町 |          | 二個の「ア」で「西」の形に構成し、中央は「エ」を配し、波頭を表したもの                                                       | 1962年4月19日           | 2006年3月31日  | |
| 南高来郡 | 有家町   |          | 「あ」を図案化したもの | 1965年9月30日           | 2006年3月31日  | |
| 南高来郡 | 布津町   |          | 「ふ」を円形に図案化し、全体は地形を表したもの                                                                               | 1980年1月31日           | 2006年3月31日  | 1980年4月1日に再制定された |
| 南高来郡 | 深江町   |          | 「深」を図案化したもの | 1967年8月11日           | 2006年3月31日  | |
| 北松浦郡 | 宇久町   |          | 「う」を円形に図案化したもの                                                                                                 | 1955年                  | 2006年3月31日  | 1977年1月に再制定された |
| 北松浦郡 | 小佐々町 |          | 「小」を三重の円で中央に置き、「ササ」を図案化したもの                                                                       | 1950年                  | 2006年3月31日  | 当時の日鉄矢岳炭鉱の社員の作品である |
| 北松浦郡 | 江迎町   |          | 「エムカエ」を表し、「カ」は町の活力・両方の「エ」は翼の形を表している                                                       | 1965年4月1日            | 2010年3月31日  | |
| 北松浦郡 | 鹿町町   |          | 「シカ」を組み合わせて円に纏め、図案化したもの                                                                               | 1967年10月1日           | 2010年3月31日  | |

### 書籍
- 小学館辞典編集部 編『図典 日本の市町村章』（初版第1刷）小学館、2007年1月10日。ISBN 4095263113。
- 中川幸也『シリーズ人間とシンボル第2号「都市の旗と紋章」』中川ケミカル、1987年10月11日。
- 丹羽基二『日本の市章 （西日本）』保育社、1984年5月5日。
- 望月政治『都章道章府章県章市章のすべて』日本出版貿易株式会社、1973年7月7日。
- NHK情報ネットワーク『NHKふるさとデータブック9 [九州 1]』日本放送協会、1992年5月1日。
- 国際図書『事典　シンボルと公式制度』国民文化協会、1968年。

### 都道府県書籍
- 梶原馨『長崎県紋章大観』往来社、1987年11月8日。

### 長崎・彼杵地方
- 西海町教育委員会『西海町郷土誌』長崎県西彼杵郡西海町、2005年3月31日。
- 長与町教育委員会『長与町郷土誌』長崎県西彼杵郡長与町、1996年3月。
- 高島町役場・総務課企画係『高島半世紀の記憶 町制施行50周年記念誌』長崎県西彼杵郡高島町、1999年3月。
- 高島町総務課『高島町勢要覧1998』長崎県西彼杵郡高島町、1998年12月。

### 高来地方
- 飯盛町企画課『飯盛町町勢要覧』長崎県北高来郡飯盛町、2001年3月。
- 南有馬町役場『南有馬町史』長崎県南高来郡南有馬町。
- 南有馬町教育委員会『わたしたちの南有馬町』長崎県南高来郡南有馬町、1991年4月。

### 松浦地方
- 富江町郷土誌編纂委員会『富江町郷土誌 史料編』長崎県南松浦郡富江町、2004年2月。
- 岐宿町郷土誌編纂委員会『岐宿町郷土誌』長崎県南松浦郡岐宿町、2001年3月。
- 小浜町『小浜町例規集』長崎県南高来郡小浜町。
- 小浜町『小浜町勢要覧町制施行70周年記念』長崎県南高来郡小浜町、1994年3月。
- 上五島町『上五島町例規集』長崎県南松浦郡上五島町。
- 上五島町『上五島町郷土誌』長崎県南松浦郡上五島町、1986年3月。
- 玉之浦町役場『玉之浦町郷土誌』長崎県南松浦郡玉之浦町、1991年4月。
- 岐宿町役場『岐宿町郷土誌』長崎県南松浦郡岐宿町、2001年3月。
- 奈留町教育委員会『郷土 奈留 昭和48年改訂版』長崎県南松浦郡奈留町教育委員会、1973年4月。
- 上五島町『福島町郷土誌』長崎県北松浦郡福島町、1980年。
- 福島町役場『福島町閉町記念誌』長崎県北松浦郡福島町。
- 鷹島町役場『鷹島町閉町記念誌』長崎県北松浦郡鷹島町。